# Giải cứu nông sản
Giải cứu nông sản là giải pháp nhất thời trong việc hỗ trợ các nhà sản xuất và kinh doanh trong lĩnh vực nông nghiệp tại Việt Nam. Đây là giải pháp đối phó với tình trạng khó khăn khi một mặt hàng nông sản gặp vấn đề bế tắc về tiêu thụ. Các lời kêu gọi giải cứu được đưa ra nhằm tìm kiếm hỗ trợ từ chính phủ, doanh nghiệp và người tiêu dùng trong nước.

## Nguyên nhân và hậu quả
Nguyên nhân dẫn đến hiện tượng này là tình trạng thị trường tiêu thụ nông sản thiếu ổn định, các loại nông sản thường xuyên "được mùa mất giá". Nông dân cũng bất chấp các cảnh báo của chính quyền địa phương trong việc tự phát mở rộng diện tích canh tác, nuôi trồng. Chẳng hạn như sự vụ dưa hấu tại Quảng Nam, Quảng Ngãi vào năm 2018.
Người nông dân phụ thuộc vào một hoặc vài kênh tiêu thụ, do đó khi việc mua bán của chuỗi hàng bị ngắt quãng họ không biết phải tiêu thụ nông sản của mình thế nào. Năm 2021, vùng trồng cam Tuyên Quang và Hà Giang, vùng trồng bưởi Đồng Nai bắt đầu thu hoạch nhưng không có thương lái hay doanh nghiệp đến thu mua. Điều này cũng xảy ra tương tự ở nhiều nơi với nhiều loại nông sản khác nhau.
Hiện tượng này là hệ quả của cung vượt cầu, và nguyên nhân lớn nhất là sự phụ thuộc của Việt Nam vào Trung Quốc. Phần lớn nông sản xuất khẩu sang nước này. Khi xuất khẩu ngưng trệ thì hàng hóa nông sản trong nước dồn ứ. Theo Bộ Công Thương thì vào năm 2020, tỉ lệ xuất khẩu nông sản sang Trung Quốc là 90%, vùng đồng bằng sông Cửu Long có tỉ lệ 70%. Hàng hóa vẫn là dạng thô. Trong nhiều thời điểm, hàng hóa xuất khẩu sang Trung Quốc chịu ùn tắc tại các cửa khẩu do các chính sách bất thường từ phía Trung Quốc.
Cho đến 2023, 80% nông sản xuất khẩu của Việt Nam đều là hàng hóa thô, chưa có thương hiệu. Điều này góp phần làm khả năng tiêu thụ hàng hóa thiếu tính ổn định. Tổng cục Hải quan cũng đánh giá nông sản xuất khẩu sang Trung Quốc không tuân theo các chuẩn mực thương mại quốc tế, nên nông dân Việt Nam sẽ tiếp tục hứng chịu thiệt hại. Chỉ có 30% hàng nông sản xuất khẩu sang Trung Quốc là diện chính ngạch, số còn lại theo đường tiểu ngạch truyền thống vốn có nhiều ưu đãi như miễn thuế nhập khẩu, miễn thuế VAT. Do đó, doanh nghiệp không quan tâm nhiều vào diện chính ngạch. Chi phí theo diện xuất khẩu chính ngạch lại đội lên quá cao.
Nông sản không bán được khiến đời sống của người nông dân gặp nhiều khó khăn. Hàng hóa tràn ngập với số lượng lớn, khả năng tiêu thụ kém, dẫn đến hư hỏng, đổ bỏ và giá cả tụt mạnh. Một hậu quả lớn trong sản xuất nông nghiệp bởi các khó khăn tiêu thụ này đã góp phần dẫn đến hiện tượng trồng rồi lại chặt.
Nguyên nhân khác góp phần gây khó khăn cho thị trường nông sản Việt Nam là sự cạnh tranh của nông sản nước khác ngay tại thị trường nội địa, bao gồm nông sản từ Trung Quốc, Thái Lan. Bên cạnh đó, thương lái Trung Quốc thường xuyên dìm giá trước các đợt thu mua lớn khiến nhiều mặt hàng nông sản rớt giá. Vào giữa năm 2022, giá tôm hùm từ 1 triệu VND/kg tụt xuống chỉ còn 580.000 VND/kg.

## Hưởng ứng xã hội
Hiện tượng này được đánh giá là xảy ra thường niên, tại Việt Nam mỗi năm luôn có mặt hàng yêu cầu được "giải cứu". Các loại mặt hàng thường xuyên được kêu gọi giải cứu: "giải cứu thanh long", "giải cứu chôm chôm", "giải cứu chuối", "giải cứu cá tra", "giải cứu lợn",...Các hoạt động hưởng ứng mạnh nhất và tình trạng yêu cầu "giải cứu" nhiều nhất xảy ra vào năm 2021. Điều này do Đại dịch COVID-19 gây ra.
Năm 2021, Ban Thường vụ Trung ương Hội Nông dân Việt Nam kêu gọi người dân "giải cứu" 20.000 tấn củ hành tím ở Vĩnh Châu, tỉnh Sóc Trăng. Cùng năm, mít Thái giảm mạnh từ 80.000 VND/kg xuống còn 15.000 VND/kg, những lời kêu gọi "giải cứu" có thể thấy khắp Sài Gòn. Vào giữa năm 2021, giá khoai lang tím ở Vĩnh Long rớt xuống mức 650 VND/kg và cũng được kêu gọi "giải cứu".
Đầu năm 2022, giá dưa hấu tụt xuống chỉ còn vài nghìn VND/kg, các bảng treo "giải cứu" có thể thấy khắp nơi ở miền Bắc Việt Nam. Cùng thời gian là lời kêu gọi "giải cứu" tôm hùm từ các tiểu thương tại Hà Nội, mặt hàng chỉ còn chừng nửa giá. Sau lời kêu gọi, có cửa hàng chỉ trong vài ngày bán sạch 15 tấn tôm hùm. Cùng năm, tại Bến Tre, chính quyền địa phương kêu gọi Trung ương tìm cách "giải cứu" dừa, giá dừa trung bình từ 7.000 VND/quả đã tụt xuống 2.000 VND/quả, quá mức chịu đựng chi phí nông nghiệp của nông dân.
Một số sản phẩm mới ra đời để đáp ứng nhu cầu "giải cứu" như bánh mì thanh long (năm 2020), bánh tiêu sầu riêng, bánh xoài,...

## Chỉ trích
Việc yêu cầu giải cứu là giải pháp tình thế của nền nông nghiệp thiếu tính bền vững. Hiện tượng này gây áp lực cho người tiêu dùng. Nhiều chuyên gia đánh giá không thể điều tiết và phát triển kinh tế thị trường dựa trên tình thương. Người buôn bán kinh doanh nông sản để thu lợi nhuận cho riêng họ, khi khó khăn lại kêu giải cứu và cộng đồng lại phải giải cứu như một điều tốt đẹp.
Nông dân Việt Nam vẫn còn sản xuất theo tư duy tiểu nông. Họ sản xuất nhỏ lẻ, chậm ứng dụng kỹ thuật - công nghệ, ít quan tâm thông tin thị trường. Thói quen chạy theo giá cả, thấy nông sản nào hiện đang có giá thì chuyển sang sản xuất, khi thấy mất giá thì lại phá bỏ hoạt động sản xuất của mình để chuyển sang cái khác. Ông Nguyễn Văn Thứ, Chủ tịch GC Food đánh giá tâm lý đám đông đang chi phối thị trường nông sản Việt Nam. Ông Nguyễn Đình Tùng, Phó Chủ tịch Hiệp hội Rau quả Việt Nam đánh giá, "Nếu cứ tiếp tục "giải cứu", bà con luôn nghĩ rằng, khi sản phẩm bán được thì có lợi nhuận, bán không được là trách nhiệm của Nhà nước, xã hội."

## Biện pháp thay thế
Nông dân nên tham gia các hiệp hội để tìm kiếm thị trường. Hàng hóa cần đa dạng kênh bán như siêu thị, cửa hàng, nhà hàng, quán ăn,... Năm 2021, Cục Thương mại điện tử và Kinh tế số hợp tác với Viettel Post và sàn thương mại điện tử Voso đã xuất khẩu thành công vải thiều Bắc Giang sang thị trường châu Âu đã mở ra chọn lựa thương mại điện tử như một biện pháp hiệu quả.
Nông nghiệp cần hình thành các vùng chuyên canh rộng lớn để thu mua, chế biến, tiêu thụ. Cần hình thành các vùng hàng hóa lớn để thu hút doanh nghiệp, thương lái đến ký kết hợp đồng bao tiêu sản phẩm. Như thế cũng chấm dứt việc sản xuất "chạy theo phong trào". Sự hình thành các vùng tập trung sẽ dẫn đến việc đảm bảo quy chuẩn chất lượng, từ đó sản xuất và tiêu thụ sẽ ổn định hơn. Đồng thời, gia tăng hàng hóa nông sản được chế biến thay vì bán thô (bán tươi) như hiện tại. Do đó, cần chính sách và khuyến khích doanh nghiệp chế biến. Ông Trần Thanh Hải, Phó cục trưởng Cục Xuất Nhập khẩu thuộc Bộ Công Thương, nhận định cần doanh nghiệp quy mô lớn: "Những doanh nghiệp này sẽ hướng dẫn nông dân sản xuất theo quy trình mới, phù hợp với nhu cầu khách hàng, áp dụng truy xuất nguồn gốc, sử dụng chỉ dẫn địa lý, xây dựng thương hiệu".
Chính phủ Việt Nam xác định biện pháp hàng đầu là giải quyết khó khăn xuất khẩu nông sản. Giải quyết các vướn mắc liên quan tiêu chuẩn hàng hóa nhập khẩu của thị trường nước ngoài. Tập trung vào chất lượng nông sản. Năm 2022, sầu riêng đã được xuất khẩu chính ngạch sang Trung Quốc. Tuy nhiên, việc xuất khẩu bị ràng buộc bởi chất lượng, hàng hóa phải đảm bảo tiêu chuẩn chất lượng và các vùng nông nghiệp cung cấp đó khi được cấp chứng nhận mã vùng hàng hóa thì mới có thể đưa vào Trung Quốc. Hàng hóa cần tăng cường nhiều mặt hàng sang diện chính ngạch. Biện pháp khác là chú trọng đến thu nhập thấp của nông dân sản xuất các loại nông sản như lúa,...Mở rộng thị trường tiêu thụ các loại nông sản sang nhiều nước.

### Tạp chí
- Nhịp Cầu Đầu Tư (2021). "Nhịp Cầu Đầu Tư số 759: THẾ GIỚI 5.0 CÔNG NGHỆ VÌ CON NGƯỜI". NHIPCAUDAUTU. {{Chú thích tạp chí}}: Chú thích magazine cần |magazine= (trợ giúp)